# Sonia Orbuch
Sonia Shainwald Orbuch (de soltera: Sarah Shainwald; Liúboml, Polonia, 24 de mayo de 1925 - Corte Madera, Estados Unidos, 30 de septiembre de 2018) fue una educadora estadounidense sobre el Holocausto. Durante la Segunda Guerra Mundial, fue una partisana judía en el este de Polonia.
Orbuch se escondió en los bosques de Polonia con su familia durante la Segunda Guerra Mundial. Se unió a un grupo de partisanos soviéticos, siendo rebautizada como Sonia en caso de que fuera capturada, y ayudó a luchar contra los alemanes. Después de la guerra, regresó a casa, donde conoció a su futuro esposo. Después de tener una hija en un campo de refugiados en Alemania, la familia finalmente emigró a los Estados Unidos. Pasó el resto de su vida dando conferencias y charlas al público estadounidense, hablando de sus experiencias en la guerra y, en 2009, publicó su autobiografía titulada, Here, There Are No Sarahs: A Woman's Courageous Fight Against the Nazis and Her Agridulce Fulfillment of the American Dream (Aquí no hay Sarahs: la valiente lucha de una mujer contra los nazis y su agridulce cumplimiento del sueño americano).

## Biografía

### Infancia
Sarah Shainwald nació, el 24 de mayo de 1925, y creció en Liúboml, entonces parte de Polonia, ahora de Ucrania, una ciudad a unos 321,9 km al sur de Varsovia, en esa época la ciudad tenía una población mayoritariamente judía.

### Segunda Guerra Mundial
La Segunda Guerra Mundial estalló en 1939 cuando ella tenía 14 años. El Pacto Ribbentrop-Mólotov dividió Polonia entre Alemania y la Unión Soviética y su ciudad natal quedó bajo control soviético. Dos años más tarde, después de que los alemanes iniciaran la Operación Barbarroja (la invasión alemana de la Unión Soviética) los nazis ocuparon Liúboml y obligaron a todos los judíos a vivir en un gueto. Ocho mil judíos se vieron afectados, las políticas racistas y genocidas de los nazis obligaron a los judíos a una difícil elección: luchar, escapar o esconderse. Incapaz de unirse al grupo partisano de su hermano debido a su género, Sarah se escondió en el bosque con sus padres y su tío durante el invierno de 1942 a 1943, para evitar ser capturados se movían continuamente y donde pasó todo tipo de penalidades debido al hambre, el frío y los piojos.
A cambio del conocimiento de la zona por parte de su tío, los partisanos soviéticos los aceptaron y cambiaron el nombre de Sarah a Sonia para que sonara más rusa. Vivían en un campamento forestal y se unieron a los partisanos en actos de sabotaje y resistencia; fue reclutada por el Ejército Rojo en 1944. Durante uno de los períodos en los que la familia permanecía escondida, su madre murió de tifus. Durante esta época brindó asistencia a los heridos, a pesar de no tener formación médica previa. Además vigilaba y participaba en incursiones. Siempre llevaba dos granadas, una para los nazis y otra para ella ya que no quería ser atrapada con vida.

### Posguerra
En mayo de 1945, poco después de que terminara la guerra, regresó a Luboml donde durante algún tiempo trabajó en una oficina de correos. Ese mismo año se casó con el ex oficial de caballería polaco Isaak Orbuch, a quien conoció en Chelm justo después de la guerra. Solo sobrevivieron 50 de los 8000 residentes originales, en su mayoría judíos, de su ciudad. Después de mudarse a un campo de refugiados en Zeilsheim, cerca de Frankfurt, en Alemania, donde dio a luz a su hija, la familia se mudó a Nueva York en febrero de 1949, donde Orbuch dio a luz a su hijo Paul. Posteriormente se mudó al norte de California con su familia.
Durante el resto de su vida se dedicó a contar sus experiencias en conferencias y charlas públicas y en 2009 publicó su autobiografía, titulada Here, There Are No Sarahs: A Woman's Courageous Fight Against the Nazis and Her Bittersweet Fulfillment of the American Dream, en coautoría con el historiador estadounidense Fred Rosenbaum.
Antes de morir, reflexionó sobre el alcance de la resistencia judía: «¿Era posible que todos lucharan y salieran al bosque y sobrevivieran? No, no lo fue. Mi hermano no sobrevivió, mi tío no sobrevivió. Muchos otros hermanos y tíos no pudieron sobrevivir. Pero cada persona en el gueto luchó a su manera».
Sonia Orbuch murió el 30 de septiembre de 2018 en Corte Madera (California). Recibió obituarios de todo el mundo, incluso de Estados Unidos, Asia y Europa.

## Publicaciones
- Orbuch, Sonia; Rosenbaum, Fred (2009). Here, there are no Sarahs: a woman's courageous fight against the Nazis and her bittersweet fulfillment of the American dream (en inglés) (1.ª edición). Columbus, Ohio: Gatekeeper Press. ISBN 978-1-57143-130-1. OCLC 301894000.